# Spuren des Bösen: Zauberberg
Zauberberg ist ein deutsch-österreichischer Fernsehfilm aus dem Jahr 2013 und dritte Folge der Krimireihe Spuren des Bösen mit Heino Ferch in der Hauptrolle. Regie führte Andreas Prochaska. Das Drehbuch schrieb Martin Ambrosch.

## Handlung
Die Entführung der sechsjährigen Aline Staller in dem Ferienort Semmering wird dem vorbestraften psychisch kranken Max Rieger angelastet. Aufgrund von Brocks Beurteilung wurde der Mann seinerzeit nicht in Sicherungsverwahrung genommen, daher will Rieger auch nur mit Brock als Vertrauensperson reden. Brock muss sich dafür von Wien nach Niederösterreich begeben. Nach seiner ersten Beurteilung kann Brock keine Anzeichen eines neuen Krankheitschubes erkennen und versucht die Polizeibeamten davon zu überzeugen, dass sie möglicherweise den wahren Täter nicht gefunden haben. Rieger leidet unter Paranoider Schizophrenie. Unter diesem Einfluss hatte er vor etwa 10 Jahren ein Kind vor einen Bus gestoßen, weil er Angst vor Kindern hat und sich von ihnen bedroht fühlt. Daher ist es für den Psychiater sehr unwahrscheinlich, dass Rieger sich freiwillig einem Kind nähert und es aus einem Zimmer entführt haben soll. Dennoch könnte er sich irren, und da Rieger psychisch krank ist, wird es schwierig, ihn zu befragen. Rieger hatte sich bei seiner damaligen Tat erst nach drei Jahren daran erinnern können. Im Falle von Aline drängt jedoch die Zeit – so sie noch lebt.
Am nächsten Tag wird Alines Mutter von Monika Kramer bedroht, die daraufhin festgenommen wird. Brock kennt Kramer aus der Klinik, in der Rieger zuletzt behandelt wurde, und erfährt nun, dass sie vor einem Jahr ihre kleine Tochter nach einem Autounfall verloren hat. Karin Staller war die behandelnde Ärztin und musste Kramer vom Hirntod ihrer Tochter unterrichten. Schon kurz darauf war Frau Kramer von ihr um die Zustimmung gebeten worden, ihr Kind als Organspender freizugeben. Unter Schock sagte sie zu und bereut dies heute, deshalb wollte sie sich an Dr. Staller rächen. Die Polizei hatte sie jetzt nur wegen Körperverletzung in Gewahrsam genommen, aber Brock befürchtet, dass sie aus Rache auch das Kind entführt haben könnte. Einer diesbezüglichen Befragung verweigert sie sich zunächst. Bei genauerer Recherche und unter Berücksichtigung aller Kenntnisse über die Beteiligten findet Brock heraus, dass Kramer mit Rieger eine Beziehung hatte und er der Vater ihrer Tochter sein dürfte. Monika Kramer bestätigt auf Nachfrage seine Vermutung, verweigert aber jeglichen Hinweis auf Alines Aufenthaltsort. Brock versetzt sich in die Lage dieser Frau und ist davon überzeugt, dass sie Alina bei Rieger im Haus versteckt hat, nachdem dieses bereits von der Polizei durchsucht worden war und danach zu einem sehr sicheren Versteck wurde, weil niemand dort erneut suchen würde. Dort kann Aline am Ende tatsächlich nach fast 48 Stunden gefunden werden.

„Alle Kinder lieben ihre Eltern – sie können gar nicht anders.“

## Hintergrund
Gedreht wurde Zauberberg vom 1. bis zum 30. Oktober 2012 in Wien und Umgebung, aber auch in der Region Semmering; so erfolgten die Krankenhausaufnahmen im LKH Mürzzuschlag. Die Fernsehpremiere erfolgte am 4. Dezember 2013 im ORF2 und in Deutschland am 13. Januar 2014 im ZDF.

## Rezeption

### Einschaltquote
Die Erstausstrahlung von Zauberberg am 13. Januar 2014 im ZDF erreichte 6,20 Millionen Zuschauer und einen Marktanteil von 18,5 Prozent.

### Kritiken
Bei der Frankfurter Allgemeinen Zeitung wertete Jochen Hieber: „Schäbig wirkt nicht nur die Pension, in der sich Richard Brock einmietet, um an der Suche nach der entführten Aline teilzunehmen. Schäbig sind auch der Verhörraum des Semmeringer Polizeipostens, der Bauernhof des Hauptverdächtigen oder der Tante-Emma-Laden abseits der Hauptstraße. Eine entscheidende Qualität des Films aber ist, dass er trotz all des Trostlosen, von dem er handelt, zunehmend an Glanz gewinnt, gleichsam innere Leuchtkraft entfaltet.“
Rainer Tittelbach von Tittelbach.tv schrieb anerkennend: „Der Kriminalpsychologe Richard Brock ist ein Suchender, ein Zweifelnder, mitunter ein Verzweifelter – und er ist einer Wiener Mordserie auf der Spur. ‚Spuren des Bösen‘ ist ein klassischer (Psycho-)Krimi – klar die Zeichnung der Figuren, schnörkellos der Plot, archetypisch die Spannungssituationen. Ausnahme-Genrefilmer Andreas Prochaska versöhnt Handlung & Psychologie, Sinn & Wirkung, Kopf & Bauch. Heino Ferch mal wieder richtig stark. Außergewöhnlich auch David Slamas Kamera. Drei ‚Romys‘ für den Film!“
Die Kritiker der Fernsehzeitschrift TV Spielfilm halten den Film für eine „kluge Mörderjagd“ und vergaben die beste Wertung, einen Daumen nach oben.
Bei Quotenmeter.de urteilte Sidney Schering: „Die Spannung von ‚Spuren des Bösen–Zauberberg‘ beruht […] einerseits auf den komplexen Darbietungen sowie der facettenreichen Hintergrundgeschichten der Opfer und Täter und andererseits auf der solch ein direktes, schnörkelloses Spiel unterstützende Inszenierung. Keine Verfolgungsjagden, keine hitzigen Diskussionen, die übertrieben kinetisch gezeigt werden. Stattdessen fängt die Kamera die vielsagenden Gesichter der Darsteller in schwach beleuchteten, authentisch wirkenden Räumen sowie die karg-realistische Umgebung ein, lässt Details Bände sprechen und Suspense durch Entschleunigung entstehen. Die TV-Krimis des Jahres werden es schwer haben, sich mit dieser Leistung zu messen!“
Katharina Riehl von der Süddeutschen Zeitung meinte: „Waren die ersten beiden Teile von Spuren des Bösen noch psychologisch mit sehr feiner Nadel gestrickt, ist ‚Zauberberg‘ eher seelische Laubsägearbeit. Die Traumata und Phobien sind jedenfalls äußerst handfest. Und dann braucht es am Ende doch einen echten Ferch, um das Kind im Keller zu finden: einen Helden. Aber einen unglücklichen.“